# Delia monticola
Delia monticola är en tvåvingeart som först beskrevs av Huckett 1966.  Delia monticola ingår i släktet Delia och familjen blomsterflugor. Inga underarter finns listade i Catalogue of Life.